# Кольподеллиды
Кольподелли́ды (лат. Colpodellida) — клада родственных споровикам свободноживущих протистов из группы альвеолят, которой придают ранг отряда.

## Общая характеристика
Кольподеллиды из рода Colpodella — хищные жгутиконосцы, обитающие в почве, морской и пресной воде. Размеры их клеток колеблются от 7 до 25 мкм, жгутиков обычно два, оба лежат субапикально в жгутиковых карманах. Покровы представлены типичной пелликулой, характерной для альвеолят. Как и споровики, кольподеллиды обладают уникальным комплексом органелл — апикальным комплексом, состоящим из коноида, полярного кольца, роптрий и микронем. Однако, в отличие от паразитических апикомлекс, кольподеллиды используют данный аппарат не для проникновения в клетку хозяина, а для питания, буквально «высасывая» своих жертв — различных других одноклеточных.

## Жизненный цикл
Питающиеся жгутиконосцы активно перемещаются в водной среде в поисках жертвы. Осуществив питание (иногда несколько раз), зоиты переходят на следующую стадию жизненного цикла и инцистируются. Под оболочкой цисты особь проходит серию делений, что приводит к формированию четырех (как правило) дочерних особей, которые выходят из цисты и вновь приступают к поиску добычи.

## Систематика
Вопрос о систематическом положении кольподеллид остается предметом дискуссий. Наличие апикального комплекса должно подразумевать включение данной группы в состав споровиков, в этом случае кольподеллиды становятся единственной свободноживущей группой в составе данного таксона. Однако филогенетические исследования, выполненные на молекулярном уровне, демонстрируют, что Colpodellida является сестринским таксоном апикомлекс.
В работе Адла и коллег 2019 года кольподеллид включают в кладу альвеолят.

### Классификация
Есть две точки зрения на объём отряда. В классической в отряд включают всего один род Colpodella Cienkowski, 1865, в котором описано 8 видов.
В работе 2019 года отряд понимают более широко, включая в него 4 семейства:
- Семейство Alphamonaceae Adl et al., 2019
  -  Род Alphamonas
- Семейство Chromeraceae Oborník & Lukeš, 2012
  - Род Chromera
- Семейство Colpodellaceae Adl et al., 2019 — собственно кольподеллиды
  - Роды Кольподеллы[8] (Colpodella), Chilovora, Voromonas
- Семейство Vitrellaceae Oborník & Lukeš, 2012
  - Роды Piridium[9], Vitrella

Представители семейств Chromeraceae и Vitrellaceae (кроме Piridium) являются фототрофами, Colpodellaceae и Alphamonaceae — хищниками, питающимися другими протистами.

### Филогения
Взаимоотношение между родами отряда можно проиллюстрировать следующей кладограммой:

|  | Piridium |
|  |          |
|  | Vitrella |
|  |          |

|  | Chromera                                                 |
|  |                                                          |
|  | \| \| Voromonas \| \| \| \| \| \| Colpodella \| \| \| \| |
|  |                                                          |
|  | Voromonas                                                |
|  |                                                          |
|  | Colpodella                                               |
|  |                                                          |

|  | Voromonas  |
|  |            |
|  | Colpodella |
|  |            |

|  | Chromera                                                 |
|  |                                                          |
|  | \| \| Voromonas \| \| \| \| \| \| Colpodella \| \| \| \| |
|  |                                                          |
|  | Voromonas                                                |
|  |                                                          |
|  | Colpodella                                               |
|  |                                                          |

|  | Voromonas  |
|  |            |
|  | Colpodella |
|  |            |

|  | Piridium |
|  |          |
|  | Vitrella |
|  |          |

|  | Chromera                                                 |
|  |                                                          |
|  | \| \| Voromonas \| \| \| \| \| \| Colpodella \| \| \| \| |
|  |                                                          |
|  | Voromonas                                                |
|  |                                                          |
|  | Colpodella                                               |
|  |                                                          |

|  | Voromonas  |
|  |            |
|  | Colpodella |
|  |            |

|  | Chromera                                                 |
|  |                                                          |
|  | \| \| Voromonas \| \| \| \| \| \| Colpodella \| \| \| \| |
|  |                                                          |
|  | Voromonas                                                |
|  |                                                          |
|  | Colpodella                                               |
|  |                                                          |

|  | Voromonas  |
|  |            |
|  | Colpodella |
|  |            |